# Каннский кинофестиваль 1954
7-й Каннский международный кинофестиваль 1954 года, проходивший с 25 марта по 9 апреля в Каннах, Франция.

## Жюри
- Жан Кокто (Франция) (president)
- Жан Оранш (Франция)
- Андре Базен (Франция)
- Луис Бунюэль
- Анри Калеф (Франция)
- Ги Дессон (Франция)
- Филипп Эрланже (Франция)
- Мишель Фурр-Кормере (Франция)
- Жак-Пьер Фрогера (Франция)
- Жак Ибер (Франция)
- Жорж Ламусс (Франция)
- Андре Лан (Франция)
- Ноэль-Ноэль (Франция)
- Жорж Рагус (Франция)
- Хеннинг-Енсен (Дания)
- Альбер Ламорис (Франция)
- Жан Кеваль (Франция)
- Жан Тедеско (Франция)
- Жан Виви (Франция)

## Фильмы в конкурсной программе
- Перед потопом, режиссёр Андре Кайат
- Севильский авантюрист, режиссёр Ладислао Вайда
- Коралловый риф, режиссёр Роберт Д. Уэбб
- Песнь моря, режиссёр Альберто Кавальканти
- Неаполитанская карусель, режиссёр Этторе Джаннини
- Повесть о бедных влюбленных, режиссёр Карло Лидзани
- Комики, режиссёр Хуан Антонио Бардем
- Два бигха земли, режиссёр Бимал Рой
- Отныне и во веки веков, режиссёр Фред Циннеман
- Врата ада, режиссёр Тэйносукэ Кинугаса
- Большая игра, режиссёр Роберт Сьодмак
- Малый грош, режиссёр Мартон Келети
- Господин Рипуа, режиссёр Рене Клеман
- Рыцари круглого стола, режиссёр Ричард Торп
- Любовное письмо, режиссёр Кинуё Танака
- Комедианты, режиссёр Владимир Влчек
- Счастье в Афинах, режиссёр Михалис Какояннис
- Последний мост, режиссёр Хельмут Койтнер
- Маленький мальчик потерян[англ.], режиссёр Джордж Ситон
- Маленькие похитители, режиссёр Филип Ликок
- Живая пустыня, режиссёры Уолт Дисней и Джеймс Элгар
- Маддалена, режиссёр Августо Дженина
- Человек Африки, режиссёр Сирил Франкель
- Мастера русского балета, режиссёр Герберт Раппапорт
- Воспоминания мексиканца, режиссёр Кармен Тоскано
- Мутный поток, режиссёр Тадаси Имаи
- Мальчик и туман, режиссёр Роберто Гавальдон
- Пятеро с улицы Барской, режиссёр Александр Форд
- Если бы моя земля говорила, режиссёр Хосе Бор
- Пока ты со мной, режиссёр Харальд Браун
- Большое приключение, режиссёр Арне Суксдорф
- Судьба Марины, режиссёр Исаак Шмарук и Виктор Ивченко
- Великий воин Албании Скандербег, режиссёр Сергей Юткевич
- Монстр, режиссёр Салах Абусейф
- Circus Fandango, режиссёр Арне Скоуэн
- Feitiço do Amazonas, режиссёр Зигмунт Сулистровски
- Bread of Love, режиссёр Арне Маттсон
- Mayurpankh, режиссёр Кишор Саху
- El Mártir del Calvario, режиссёр Мигель Морайта
- Pamposh, режиссёр Эзра Мир
- Sangre y luces, режиссёр Жорж Рукье и Рикардо Муньос Суай
- Борьба в долине, режиссёр Юсеф Шахин
- Todo es posible en Granada, режиссёр Хосе Луис Саэнс де Эредия

## Награды
- Большой приз фестиваля:
  - Врата ада, режиссёр Тэйносукэ Кинугаса
- Особый приз жюри:
  - Господин Рипуа, режиссёр Рене Клеман

- Международный приз:
  - Перед потопом, режиссёр Андре Кайат
  - Неаполитанская карусель, режиссёр Этторе Джаннини
  - Повесть о бедных влюбленных, режиссёр Карло Лиццани
  - Два бигха земли, режиссёр Бимал Рой
  - Пятеро с улицы Барской, режиссёр Александр Форд
  - Последний мост, режиссёр Хельмут Койтнер
  - Живая пустыня, режиссёр Джеймс Элгар
  - Большое приключение, режиссёр Арне Суксдорф
  - Великий воин Албании Скандербег, режиссёр Сергей Юткевич

- Особое упоминание
  - Живая пустыня
  - Перед потопом
  - Большое приключение
  - Великий воин Албании Скандербег
  - Последний мост
  - Пятеро с улицы Барской

- Приз жюри за короткометражный фильм
  - O Sklenicku Vic, режиссёр Бретислав Пойар

- Лучший фантастико-поэтический фильм
  - Сад наслаждений, режиссёр Джеймс Бротон

- Приз Международной Католической организации в области кино (OCIC)
  - Последний мост, режиссёр Хельмут Койтнер